# Uchiura-Bucht
Die Uchiura-Bucht (japanisch 内浦湾 Uchiura-wan) ist eine große halbkreisförmige Bucht, die in der Oshima-Halbinsel Hokkaidōs liegt. Die Bucht wird wegen der vielen aktiven Vulkane in ihrer Umgebung auch Funka-Bucht (噴火湾 Funka-wan, „Vulkanausbruchsbucht“) genannt.

## Geographie

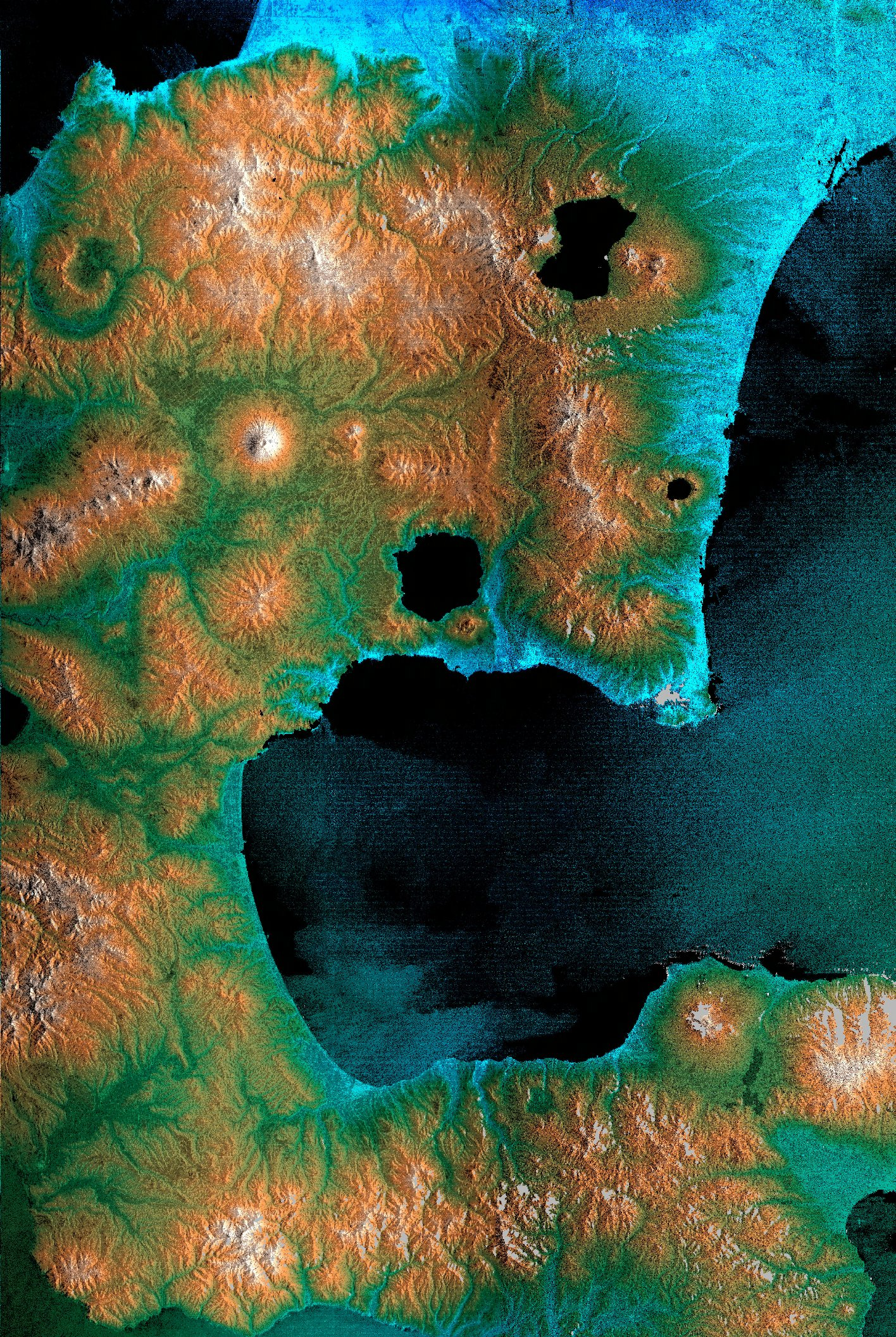
Uchiura-Bucht im Februar 2000. Bild aus SRTM-Daten des Space Shuttles Endeavour (NASA) – Nordrichtung ist links oben

Die Uchiura-Bucht hat eine Fläche von 2485 km². Die maximale Wassertiefe liegt bei 107 m insgesamt und 93 m an der Buchtmündung.
Am Nordostrand der Bucht befindet sich das Kap Chikiu und im Südosten bildet die Suna-Landspitze am Schichtvulkan Hokkaidō-Komagatake (1131 m) die Grenze. Die Buchtöffnung zwischen beiden Landspitzen ist rund 30,2 km breit. Weitere an der Bucht gelegene Vulkane sind der zuletzt 2000 ausgebrochene Usu (733 m) im Norden der Bucht und der erst 1943 bis 1945 entstandene Lavadom Shōwashin-zan (398 m) im Nordosten, einer der jüngsten Berge Japans. Von der Bucht aus ist außerdem in Richtung Norden der Vulkan Yōtei (1898 m) sichtbar.
An der Bucht befinden sich von Südosten nach Norden die Küstenorte Sawara, Mori, Yakumo, Oshamanbe, Ōkishi, Toyoura, Tōya, Usu, Nagawa, Date, Mareppu, Kogane und die Stadt Muroran auf der Halbinsel Etomo.
Zuflüsse der Uchiura-Bucht sind, wiederum von Süden nach Norden, u. a. der Torisaki bei Mori, der Otoshibe und Nodaoi, der Yūrappu bei Yakumo, der Kunnui, der Oshamanbe beim gleichnamigen Ort, der Nukkibetsu und der Osaru bei Date.
Der größte Teil des Bodensediments in der Bucht ist mit Ausnahme der Mündung schluffig, während sich Kies im nördlichen Teil der Bucht vor Muroran befindet. Das Tiefenwasser wird von Sommer bis Herbst sauerstoffarm, was sich auf die Umwelt und die Fischerei entlang der Bucht auswirkt.

## Fauna
Die Fischfauna besteht aus Arten wie Sargassofischen, Kofferfischen, Embiotoca jacksoni, Sardinops melanostictus und Girella punctata.
Der nördliche Teil der Bucht, wo die Wellen ruhiger sind und Futter in Mengen vorhanden ist, ist ein Überwinterungsgebiet für Ringelgänse.
Delfine wandern von Frühling bis Herbst in die Bucht, und auch die Wahrscheinlichkeit, anderen Meeressäugern wie Zwergwalen, Schwertwalen und Seebären zu begegnen, ist hoch, sodass Whale Watching in der Bucht beliebt ist.
Der Ainu-Folklore nach lebt ein riesiger Kraken-Gott namens „At-kor-kamuy“ in der Uchiura-Bucht, der ganze Schiffe und Wale verschlucken kann.

## Geschichte

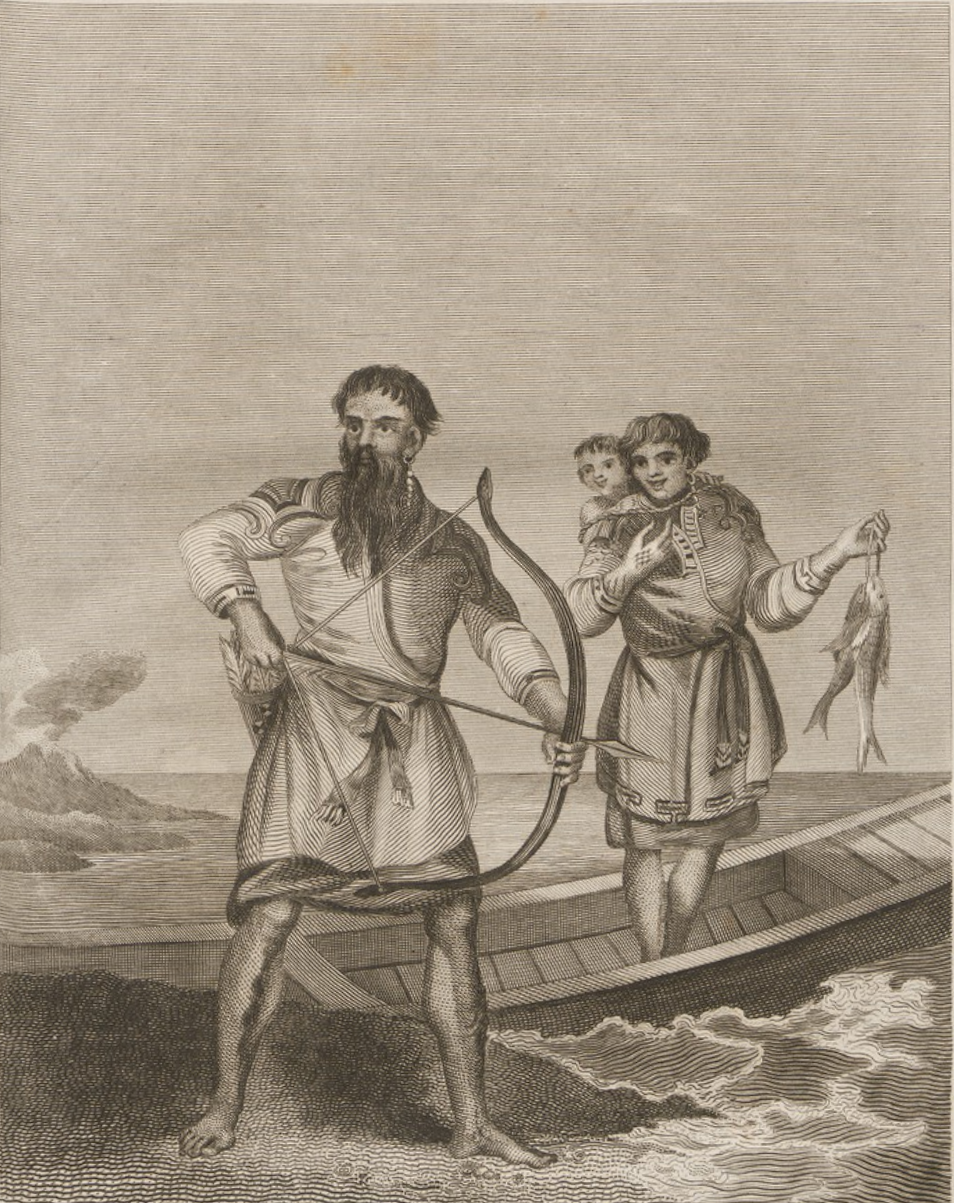
Skizze einer Ainu-Familie in der Uchiura-Bucht mit dem rauchenden Usu im Hintergrund, 1796

Die Küste der Uchiura-Bucht wurde bereits 4000 v. Chr. von den Menschen der Jōmon-Zeit besiedelt. Entlang ihrer Küstenlinie wurden Siedlungen gefunden, die als Handelshäfen mit anderen Jōmon-Siedlungen im Norden von Tōhoku dienten. In der jüngeren Geschichte wurde die Bucht während der Reise des Royal-Navy-Kapitäns William Robert Broughton und der Besatzung der HMS Providence im späten 18. Jahrhundert während des Ausbruchs des nahe gelegenen Usu kartiert. Aufgrund der vulkanischen Aktivität bezeichneten sie die Bucht im September 1796 als Volcano Bay („Vulkan-Bucht“). Kapitän Broughton und seine Crew trafen auf Ainu und Japaner, die in der Bucht lebten, während sie die Küste der Bucht untersuchten. Beim Abendessen tauschten sie Karten mit den Japanern aus und konnten sich mit ihnen auf Russisch unterhalten.

## Wirtschaft
Die Bucht profitiert klimatisch vom warmen Tsushima-Strom, daher sind Landwirtschaft und Fischerei Kernindustrien der Region. In der Bucht werden Jakobsmuscheln, Kammmuscheln (Mizuhopecten yessoensis) und andere Aquakulturen kultiviert. Trogmuscheln (Pseudocardium sachalinense) machen etwa 17 % des Gesamtfangs in Hokkaidō aus, daneben werden vor allem Pazifischer Pollack und Schollen gefangen. Die Industrie in Muroran konzentriert sich auf Rohstoffindustrien (Erdölraffination, Papier, Stahl usw.) sowie auf die Montage von Transportmaschinen.

## Verkehr
Der südlichste Streckenabschnitt der Muroran-Hauptlinie führt entlang der Bucht von Oshamambe über die Stadt Date bis Higashi-Muroran. Von dort führt ein Ausläufer auf die  Halbinsel Etomo nach Muroran.

## Galerie

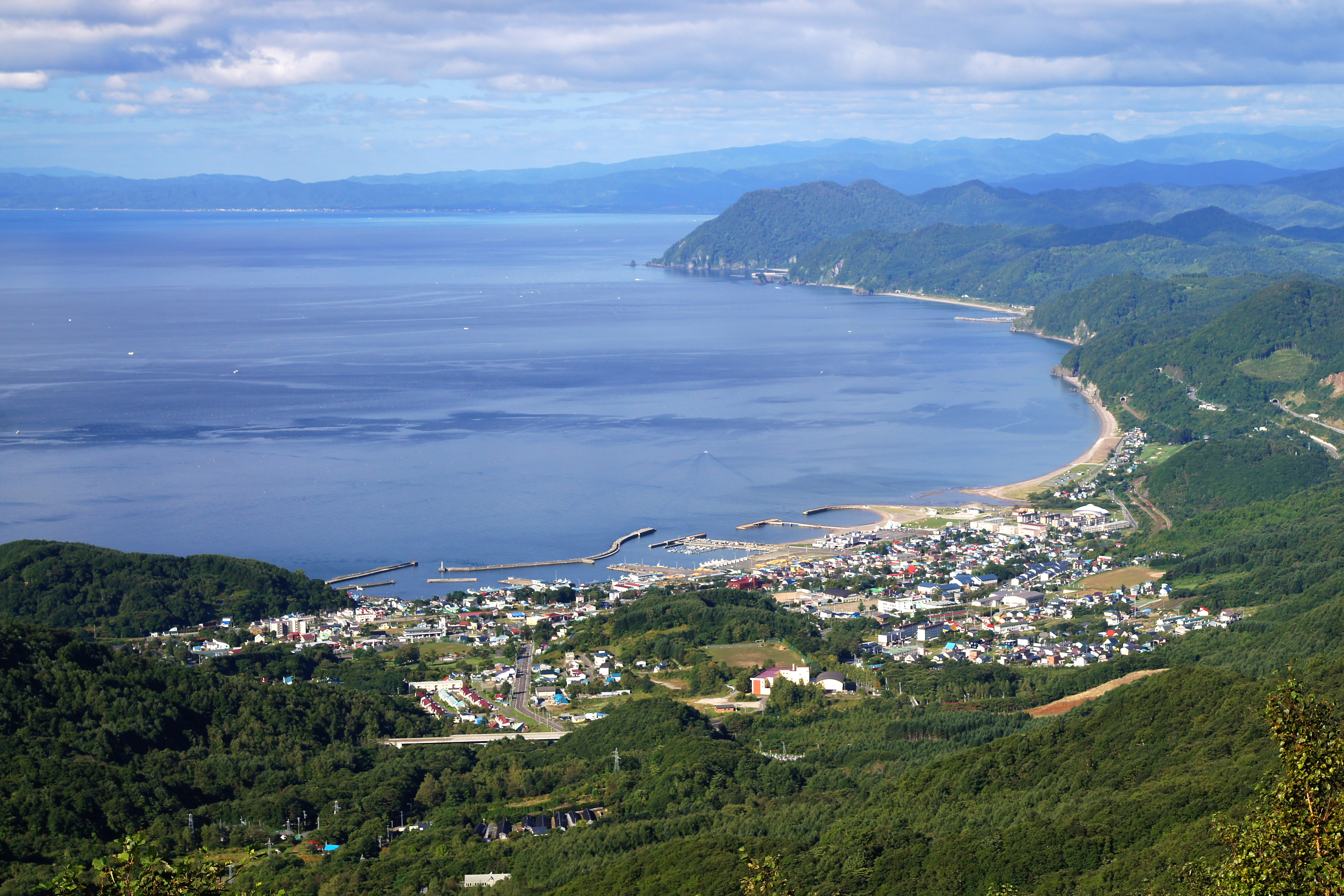
Blick auf den Ort Toyoura und die Bucht
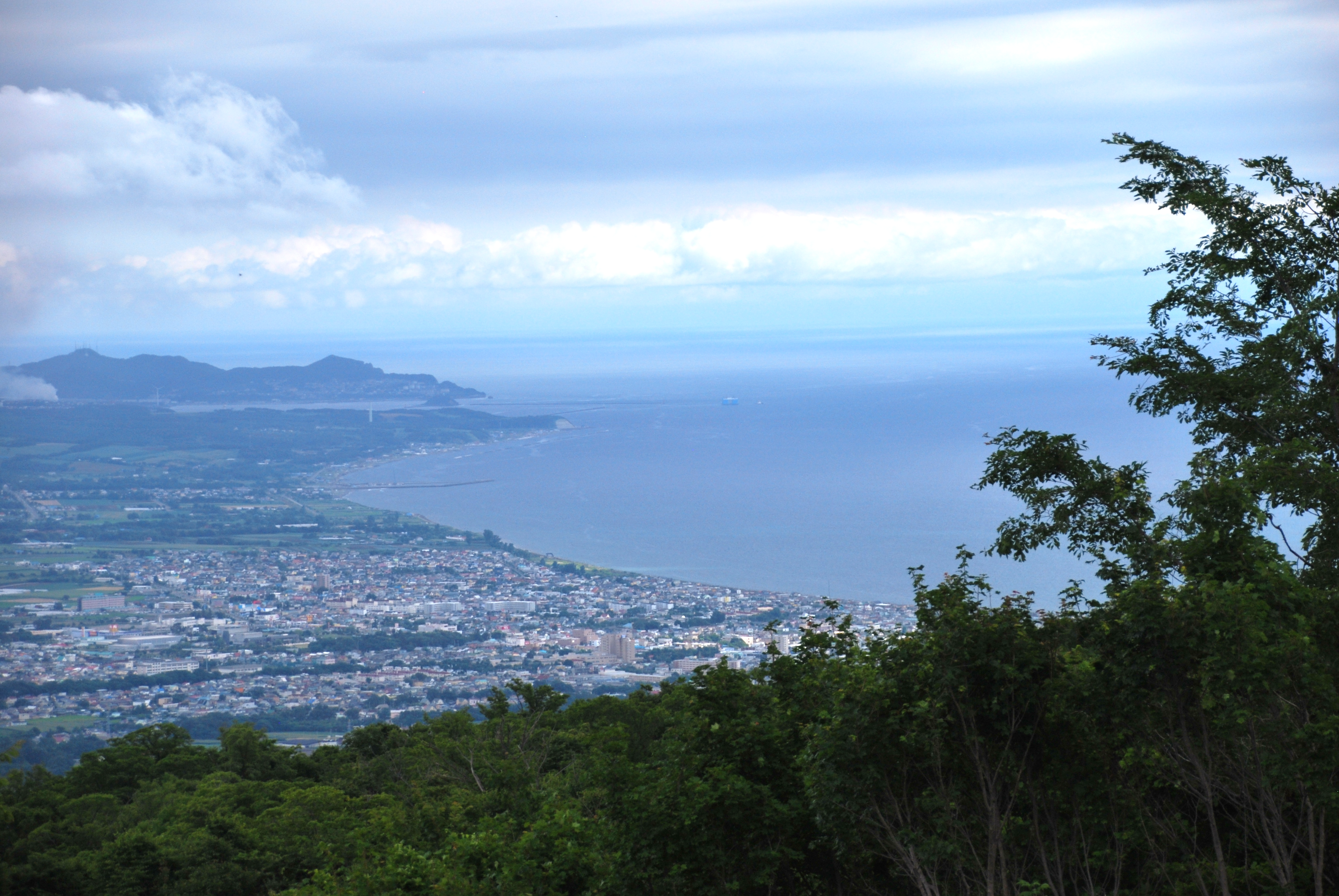
Blick vom Usu auf die Stadt Date und die Bucht
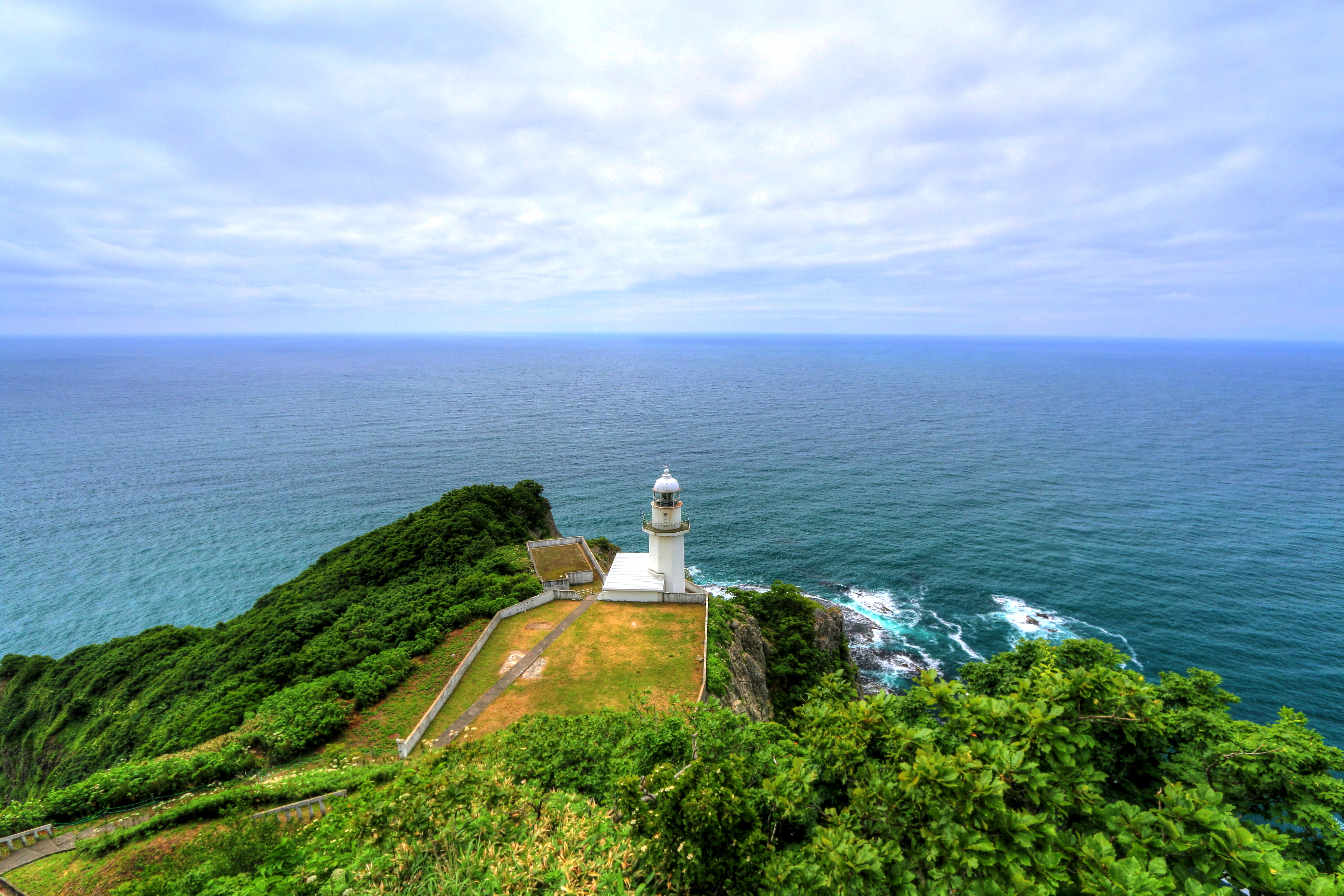
Leuchtturm am Kap Chikiu
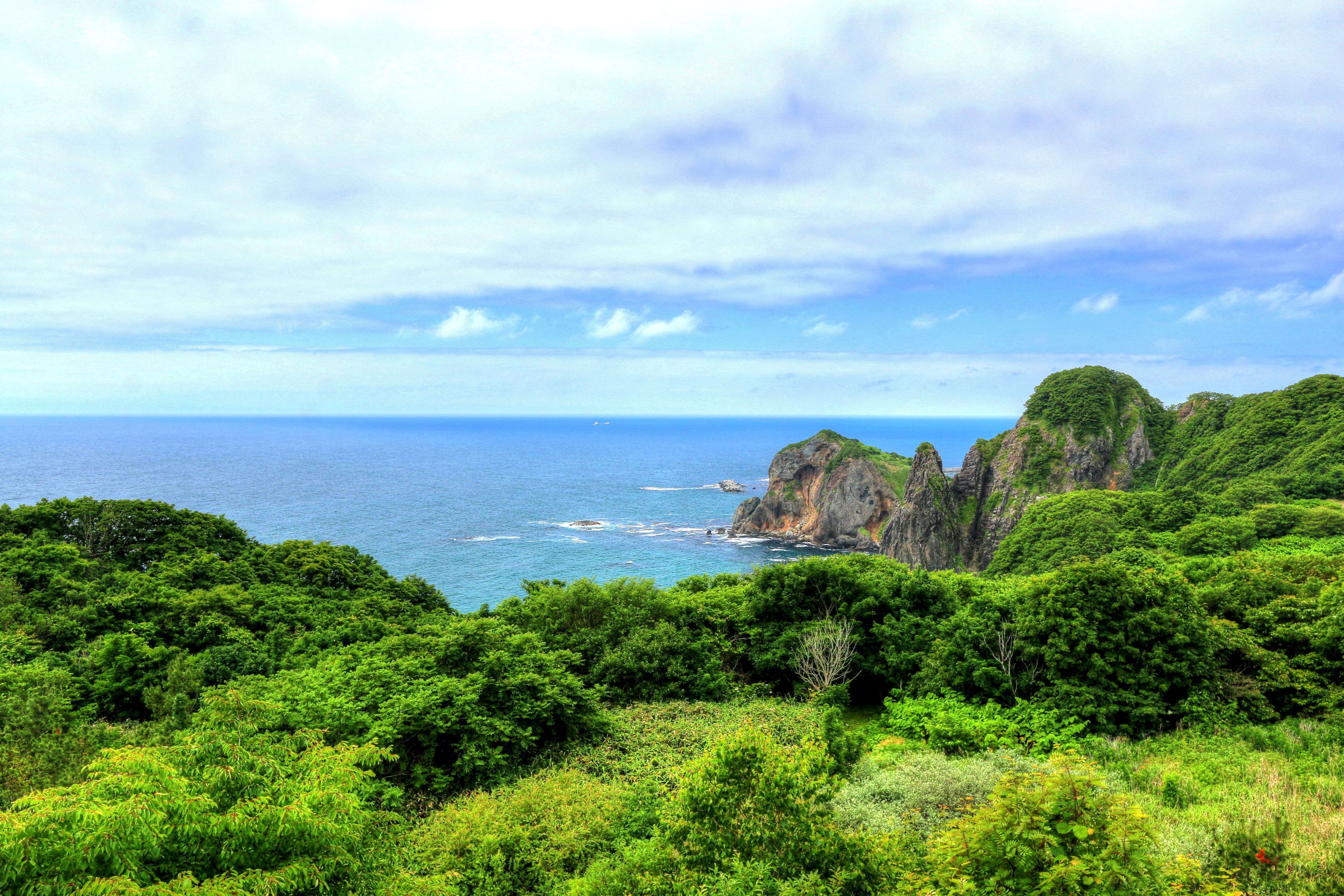
Die Küste westlich des Kap Chikiu bei Muroran
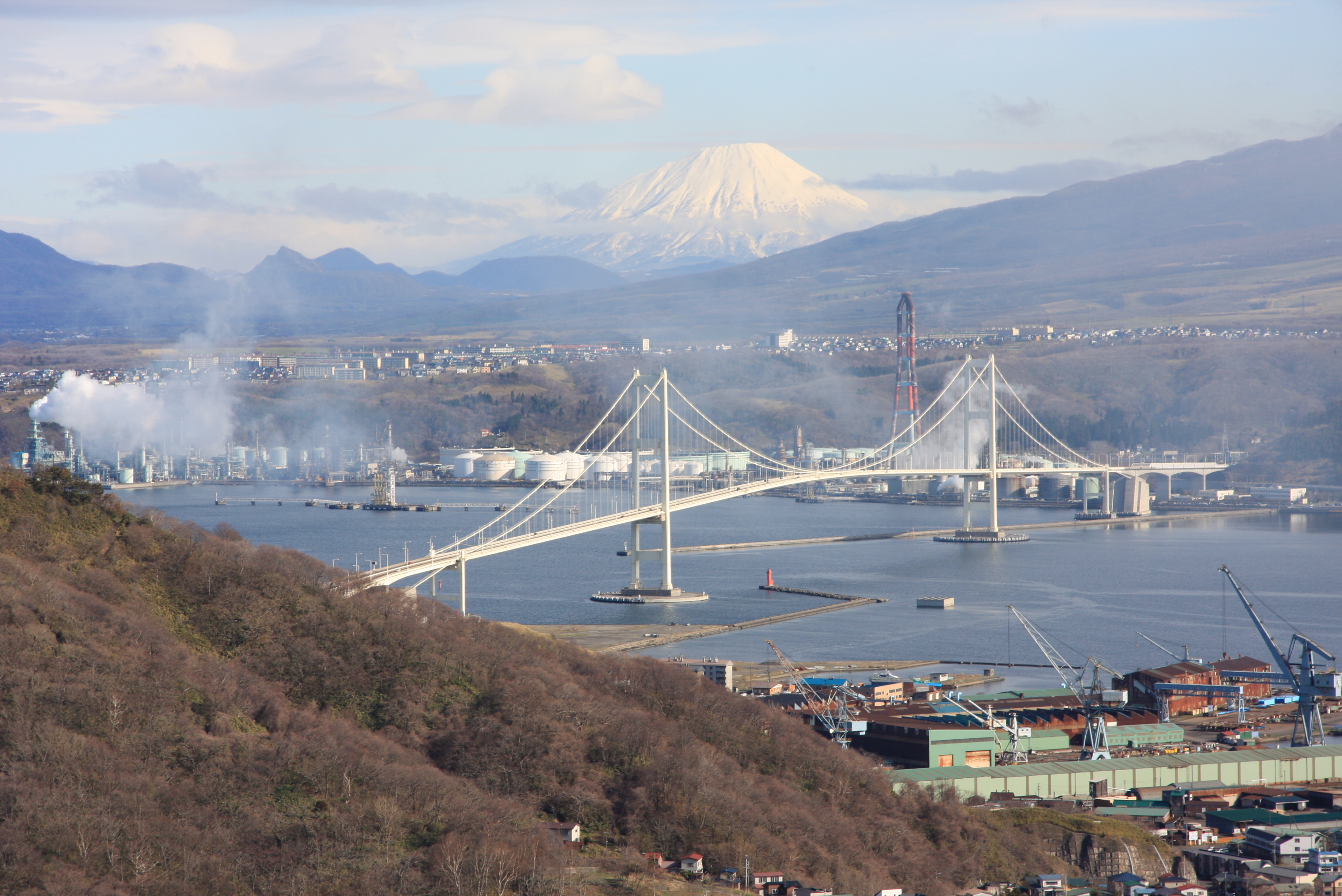
Blick auf den Yōtei vom Muroran-Hafen, Mai 2013